# Los asesinatos de Manhattan
Los asesinatos de Manhattan es una novela de Douglas Preston y Lincoln Child. Fue publicada en inglés en 2002 por Grand Central Publishing y en España por Plaza y Janes. Es la tercera aventura del agente Aloysius Pendergast, además de punto de encuentro entre él y los protagonistas de La ciudad sagrada, Nora Kelly y Bill Smithback.

## Reseña
La vida de la arqueóloga Nora Kelly se complica cuando Aloysius Pendergast, un excéntrico agente del FBI la convence para que le ayude en unos macabros crímenes que parecen tener su origen en sucesos antiguos de la ciudad de Nueva York.
La aventura comienza con el descubrimiento de un osario enterrado en un solar de Manhattan que contiene los restos de 36 jóvenes asesinados hace 130 años. Pero Pendergast parece tener un interés personal en el caso.
El periodista William Smithback, novio de Nora desde los sucesos de La ciudad sagrada intenta ayudarla escribiendo un artículo que fatalmente desata una ola de asesinatos inspirados en los del siglo XIX y que, inexplicablemente, parecen ser obra del mismo criminal.